# سفارة فرنسا في سويسرا
سفارة فرنسا في سويسرا هي أرفع تمثيل دبلوماسي لدولة فرنسا لدى سويسرا. تقع السفارة في برن وهي تهدف لتعزيز المصالح الفرنسية في سويسرا.

## وصلات خارجية
- الموقع الرسمي
- قائمة سفارات فرنسا
- قائمة السفارات في سويسرا